# Sinclair Pass
Sinclair Pass är ett bergspass i Kanada.   Det ligger i provinsen British Columbia, i den södra delen av landet, 3 000 km väster om huvudstaden Ottawa. Sinclair Pass ligger 1 766 meter över havet.
Terrängen runt Sinclair Pass är varierad. Trakten runt Sinclair Pass är nära nog obefolkad, med mindre än två invånare per kvadratkilometer.. Närmaste större samhälle är Invermere, 18,1 km söder om Sinclair Pass.
I omgivningarna runt Sinclair Pass växer i huvudsak barrskog.